# Margherita Guarducci
Margherita Guarducci (Florença, 20 de dezembro de 1902 — Roma, 2 de setembro de 1999) foi uma arqueóloga, erudita clássica e uma epigrafista italiana. Foi uma figura central em diversos momentos cruciais da comunidade arqueológica e académica do século XX. Uma estudante de Federico Halbherr, editou seus trabalhos após sua morte. Foi a primeira mulher a conduzir escavações arqueológicas no Vaticano e terminou as escavações no túmulo de São Pedro após Ludwig Kaas, descobrindo as famosas relíquias originais de São Pedro. Guarducci também é conhecida por ter conduzido estudos que apontariam que a inscrição na "fíbula Praeneste" (um broche de ouro com inscrições que supostamente deram origem ao latim) é uma falsificação, entretanto sem evidências.

## Estudos
Guarducci foi uma das principais arqueólogas da Missão Arqueológica Italiana em Creta (desde 1910 chamada de Escola italiana Arqueológico de Atenas), e nesta qualidade que ela publicou o trabalho do seu professor, o Inscriptiones Creticæ, que incluiu inscrições em grego e latim no que diz respeito à ilha de Creta. Ela também trabalhou na escavação de artefatos relacionados com o código de Gortina. Ela é mais conhecida pelas publicações relativas a esse trabalho.
Ela obteve a denominação de "docente" para o ensino do grego antigo epigrafia na Universidade de Roma La Sapienza, mantendo essa posição até 1973. Ela continuou a ensinar na Escola Nacional de Arqueologia de Roma, onde foi também diretora, até 1978. Durante este tempo ela voltou para o ensino das epigrafias gregas que consistiam em quatro volumes de epigrafia grega e um compêndio abrangendo as suas origens para a posterior história do Império Romano. Ao final de sua carreira acadêmica, ela foi nomeada Professora Emérita da Universidade La Sapienza.
Desde 1956 ela era afiliada com a Accademia Nazionale dei Lincei, e nomeado como membro da Pontifícia Academia Romana di Archeologia em 1969. Guarducci recebeu dois graus honorários da Università Cattolica di Milano e da Universidade de Rennes. Suas obras são agora publicadas pelo Istituto Poligrafico e Zecca dello Stato.

## Trabalho em Creta
Recebeu seu diploma em Bolonha em 1924, e foi estudar depois na escola nacional da arqueologia em Roma de 1927, proseguindo então para Atenas. Foi uma das primeiras mulheres a praticar arqueologia em Greece. Foi promovida à diretora do Seta de Scuola Alessandro Della e dirigiu escavações na Ilha de Creta, um território grego desde 1880.
Lá encontrou Federico Halbherr, um estudante da arqueologia de Domenico Comparetti de Florença. Guarducci começou a colaborar com o Halbherr e transformou-a em sua pupila favorita durante as escavações da cidade do Creta. Seu trabalho lá continuaria após a morte de Halbherr em 1930.
Após a morte de Halbherr, o projeto passou à ser chefiado por Louis Pernier. Guarducci, cujos interesses eram primeiramente nas epigrafias, decidiu terminar o trabalho de Halbherr que era compilar em único trabalho as inscrição gregas e latinas de Creta após o século VII. Começou um longo período de estudo em toda a ilha, verificando a exatidão das leituras de Halbherr, fazendo correções e adicionando e adicionando informações novas. Continuou este trabalho em tempo integral até 1931 em que foi apontada para ocupar a cadeira de epigrafista de grego clássico na Universidade de Roma “La Sapienza”, onde ficou até 1950. Foi durante este período que ela publicou o resultado de vinte anos de pesquisa intitulado de Inscriptiones Creticæ, que foi publicado entre 1935 e 1950. Esse trabalho é considerado uma coleção definitiva e obrigatóriade sobre epigrafias, assim como a compilação principal da arqueologia e da topografia da cidade antiga de Creta.

## Código de Gortina
No quarto volume, sobre a cidade de Gortina (nome de um local de Creta), Guarducci aborda as inscrições da chamada Grande Lei de Registro de Gortina descoberta em 1884 por Federico Halbherr. A inscrição que faz parte de um edifício, está gravado em uma parede côncava com cerca de 8 m de comprimento e 175 cm de altura. Trata-se de doze colunas agrupadas com um tipo de escrita que gradualmente da esquerda para a direita, escrita ao contrário. É provável que, do lado esquerdo da parede, havia oito outras colunas que agora estão perdidos. Segundo Guarducci este não seria um verdadeiro "código de leis", mas sim, com no latim, uma "saturada legum", ou seja, um conjunto de leis que são atualizações das leis anteriores  mais antigas e as novas leis em um assunto específico. No caso do Código de Gortina, as leis são principalmente sobre os direitos da família, bem como em relação de economia e comércio.

## Trabalho no Vaticano e túmulo de São Pedro
Em 1953 Guarducci chefiaria uma nova pesquisa arqueológica nas catacumbas da Basílica de São Pedro para tentar encontrar os ossos de Pedro, embora seu túmulo já tivesse sido encontrado nas escavações anteriores, Guarducci descobriu que alguns ossos foram removidos sem o conhecimento dos arqueólogos de um lóculo no lado norte de uma parede com um grafite vermelho na direita dizendo Petrós Ení, que, em grego, significa "Pedro está aqui". O teste subseqüente indicou que estes eram os ossos de um homem com uma idade de 60 a 70 anos, considerando o local em que foi encontrado os ossos, bem como sua idade e a do templo e das catacumbas ao redor, e também de outros registros históricos, provavelmente trata-se dos ossos de São Pedro.

## Publicações de Margherita Guarducci
- La cattedra di San Pietro nella scienza e nella fede, Ist. Poligrafico dello Stato, 1982
- La più antica icona di Maria. Un prodigioso vincolo fra Oriente e Occidente, Ist. Poligrafico dello Stato, 1989
- La Tomba di san Pietro. Una straordinaria vicenda, Rusconi Ed., 1989
- San Pietro e Sant'Ippolito: storia di statue famose in Vaticano, Ist. Poligrafico dello Stato, 1991
- Le chiavi sulla pietra. Studi, ricordi e documenti inediti intorno alla tomba di Pietro, Piemme, 1995
- Verità. Meditazioni, esperienze, documenti in tempi antichi e recenti, Ist. Poligrafico dello Stato, 1995
- Le reliquie di Pietro in Vaticano, Ist. Poligrafico dello Stato, 1995
- Epigrafia greca, Ist. Poligrafico dello Stato, 1995
- La tomba di san Pietro. Una straordinaria vicenda, Bompiani, 2000
- L'epigrafia greca dalle origini al tardo impero, Ist. Poligrafico dello Stato, 2005
- Fibula Prenestina. Tra antiquari, eruditi e falsari nella Roma dell'Ottocento, Bardi Editore 2007